# Verlag für Kindertheater
Der Verlag für Kindertheater ist ein Hamburger Verlag, der Aufführungsrechte für Kinder- und Jugendtheaterstücke vergibt. Dabei richtet sich das Programm an Schulen sowie Profi- und Amateurtheater. An den Theaterverlag angeschlossen ist der Chronos Verlag Martin Mörike, der sich um die Rechte vieler Erich-Kästner-Stücke bemüht. Der Verlag für Kindertheater gehört zur Verlagsgruppe Friedrich Oetinger.

## Geschichte
Uwe Weitendorf, der seit 1970 den Chronos-Verlag führte, gründete den Verlag für Kindertheater 1973. Ziel war es, die Begeisterung für das Kindertheater wieder lebendig zu machen und als Ansprechpartner für Aufführungen zu fungieren. Erster Erfolg war Kikerikiste, das erste Theaterstück des Sams-Autoren Paul Maar. Neben originalen Kindertheaterstücken wurde ein zweiter Schwerpunkt die Bearbeitung literarischer Vorlagen. 
Auch am Markt für Musicals für Kinder beteiligt sich das Unternehmen. Unter anderem entstanden so die Musicals für Pippi Langstrumpf, Emil und die Detektive und Die Olchis räumen auf. Insbesondere die Werke des Verlags Oetinger und des Cecilie Dressler Verlags werden verlegt, aber auch kindgerechte Versionen von Klassikern wie William Shakespeares Ein Sommernachtstraum oder Mozarts Zauberflöte sind im Gesamtprogramm zu finden.
Nach dem Tod Uwe Weitendorfs leitet seit 1996 seine Tochter Julia Bielenberg den Verlag.

## Verlegte Autoren (Auswahl)
- Lyman Frank Baum
- Lewis Carroll
- Hans de Beer
- Michael Ende
- Cornelia Funke
- Kurt Held
- Astrid Lindgren
- Paul Maar
- Sven Nordqvist
- Erich Kästner
- Rudyard Kipling
- Wolfgang Amadeus Mozart
- Otfried Preußler
- William Shakespeare